# Sarki róka
A sarki róka (Vulpes lagopus, Alopex lagopus) az Északi-sarkvidék szép fehér, a hóban kiváló rejtőszínű bundájáról ismert ragadozója a kutyafélék (Canidae) családjából. Egyes rendszertanok szerint nemének egyetlen faja; mások a Vulpes, illetve a Canis nembe sorolják.

## Előfordulása
Észak-Amerika és Eurázsia északi területein, valamint Grönland és Izland szigetén fordul elő, a hideg, fátlan tundrák jellegzetes állatfaja. Gyakorta a vízpartok közelében tartózkodik. Elterjedési területének nagyságát a jégpáncél kiterjedése és a rendelkezésére álló táplálékmennyiség is befolyásolja.

## Alfajai
- Alopex lagopus lagopus – Skandinávia
- Alopex lagopus beringensis – Bering-sziget
- Alopex lagopus fuliginosus – Izland
- Alopex lagopus groenlandicus – Grönland
- Alopex lagopus hallensis – Hall-sziget
- Alopex lagopus innuitus – Karogar, Point Barrow vidéke (Alaszka)
- Alopex lagopus pribilofensis – Szent György-sziget, Pribilov-szigetek
- Alopex lagopus semenovi – Mednij (a Parancsnok-szigetek egyike)
- Alopex lagopus sibiricus – Szibéria
- Alopex lagopus spitzbergensis – Spitzbergák
- Alopex lagopus ungava – Ungava-félsziget, Kanada

## Megjelenése

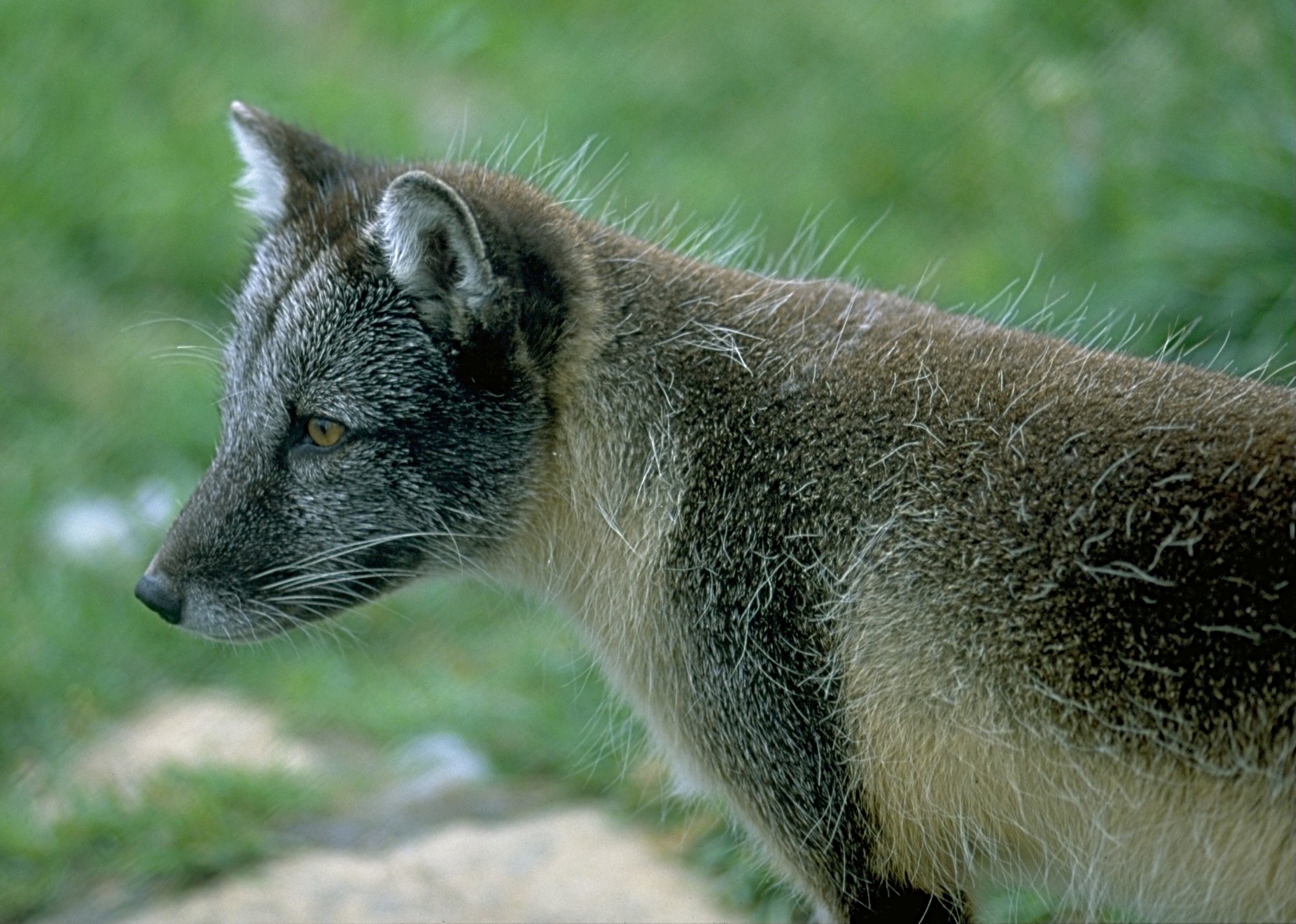
Nyári bundás sarki róka

A sarki rókák meglehetősen kis termetű állatok: testük 25–30 centiméteres, testhosszuk pedig átlagosan 55–70 centiméter hosszú, amihez körülbelül 30 centiméteres farok kapcsolódik; testtömegük 2,5–8 kilogramm között mozog.
Füleik a hőleadás csökkentése érdekében meglehetősen kicsik, és egész testüket dús szőrzet borítja. Még talpuk is szőrös, innen ered a faj tudományos neve (lagopus = nyúllábú).
A sarki rókát tömött bunda borítja, melyet évente kétszer vált. Két természetes színváltozata ismert, a „fehér” és a „kék”. A „fehér” változat a domináns, a vadon élő állomány 99%-a telente hófehér, nyaranta viszont világos szürkés barna, a hasi tájékon fehéres szürkébe hajlóan. Az elsősorban szigeteken elterjedt „kék” árnyalatú egyedek telente ezüstös szürkéskék, nyaranta csokoládébarna szőrzettel rendelkeznek.

## Életmódja

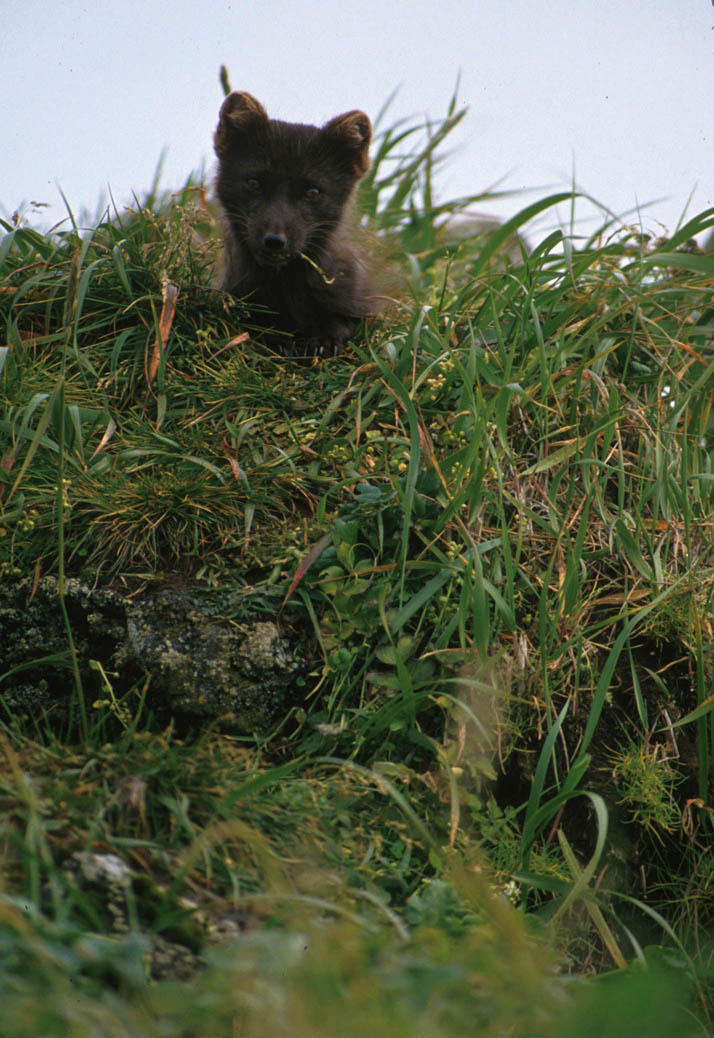
Sarkiróka-kölyök („kék” változat, Alaszka)

A sarki rókák alapvetően más állatokra vadásznak, táplálékuk zömét lemmingek teszik ki. Előfordulási területük kiterjedése és példányszámuk is nagyban függ a rendelkezésre álló rágcsálók mennyiségétől. A lemmingek mellett sarki nyulakat, madarakat és tojásaikat, illetve dögöket – többek között az alkalomadtán rá is vadászó jegesmedve táplálkozásának maradékait – fogyaszt. Március-áprilisban a gyűrűsfókák hóba vájt gödrökben hagyott borjaira is vadászik.
A nyári időszakban igyekszik minél több zsírt felhalmozni, az ínséges téli hónapokban ez tartalékként és szigetelésként egyaránt nagy szolgálatot tesz neki.

## Szaporodása

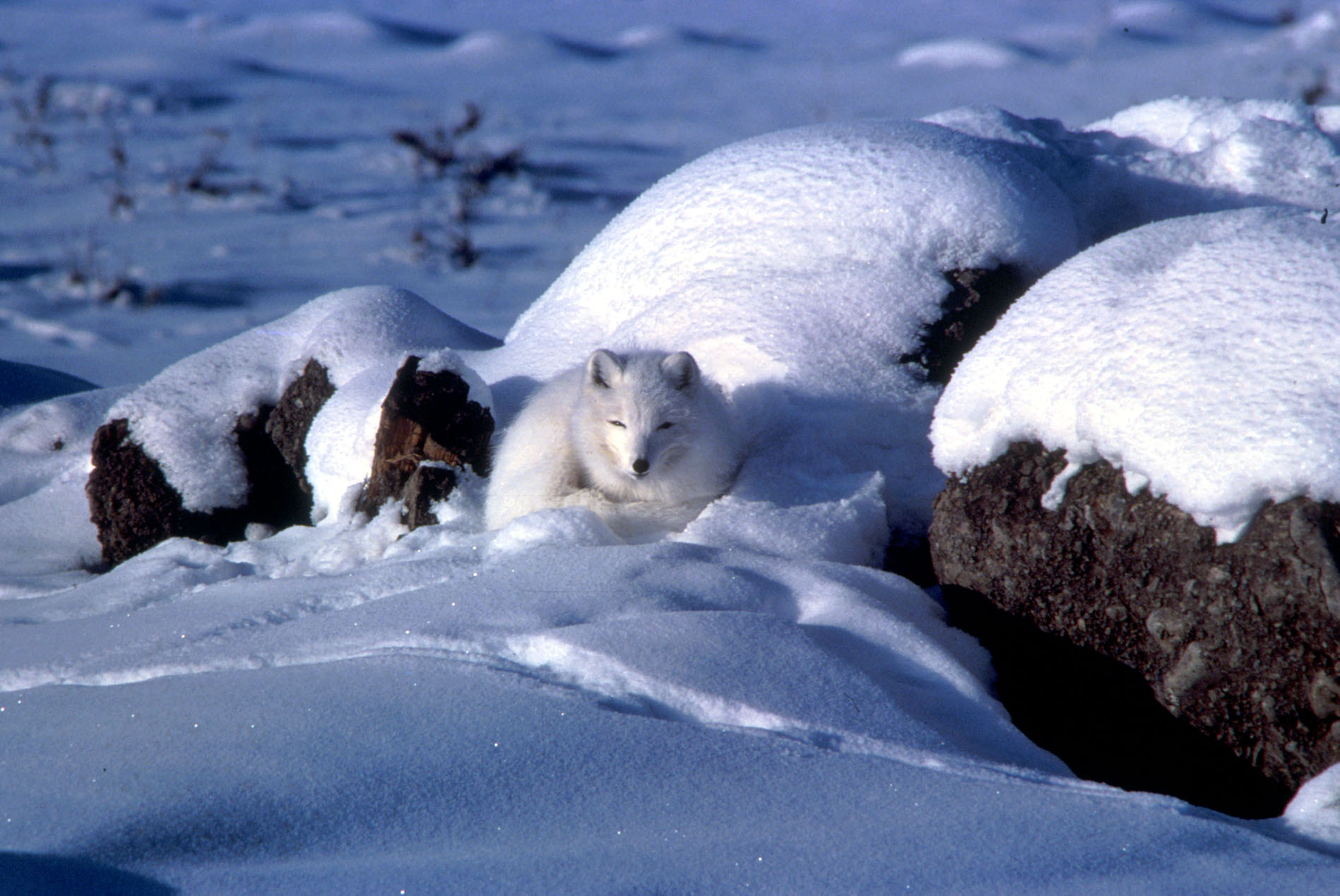
A fehér bunda kiváló rejtőszín a hóban

A sarki róka monogám, a párok rendszerint együtt maradnak a március–áprilisi párzási időszakon kívül is. A vemhesség 49-56 napig tart, ezt követően egy szülők által hóba ásott vagy sziklamélyedésben kialakított üregben jön világra a 6-12 vak, 50-150 grammos tömegű kölyök. A kicsinyek felnevelésében mindkét szülő részt vesz. A szoptatás mintegy egy hónapig tart, a kölykök 2-3 hónaposan válnak önállóvá.
Amennyiben a táplálékmennyiség biztosított, az utódok sok esetben szüleikkel maradnak a következő évben, hogy segítsenek felnevelni a következő almot. Ilyen esetekben kiterjedt, komplex járatrendszerek jöhetnek létre.
A faj az ivarérettséget egyéves korára éri el. Életkora rendszerint nem haladja meg a tíz évet.

## A sarki róka és az ember
Az emberiség érdeklődését régen felkeltette a gyönyörű, tömött sarkiróka-bunda, ezért a fajt mindig is intenzíven vadászták. A 19. századtól kezdve telepeken is tenyésztik őket, melyek az eredeti élőhely közelében, az északi területeken vannak, mert délebbre romlik a bunda minősége. Egyes területeken (elsősorban Izlandon) a farmerek vadásszák, mert károkat okoz a juhállományban.
Az állatvédő szervezetek tiltakozása ellenére a szőrméért folyó rókatenyésztés a mai napig virágzik, de a faj vadonbeli állományait immár sok helyütt törvény védi. Az elszigetelt területeken élő állatok a híradások szerint rendkívül kíváncsiak, gyakran a kutatók közvetlen közelébe merészkednek. Állatkertekben gyakori, rendszerint szaporodik is.

## Természetvédelmi helyzete
A Természetvédelmi Világszövetség értékelése szerint a sarki róka nem fenyegetett. Ez elsősorban az újabban hozott védelmi intézkedéseknek, a faj nehezen megközelíthető, hatalmas területet felölelő élőhelyének és alkalmazkodóképességének köszönhető. Egyedül Skandinávia területén van visszaszorulóban, mert a vadászati tilalom és a védelmi intézkedések ellenére konkurense, a vörös róka mindinkább kiszorítja onnan. Izlandon a juhpásztorok már régóta vadásszák, mert megkárosíthatják az állatállományt.